# Rózsa Tibor
Rózsa Tibor (Szeged, 1932. október 11. – Kaposvár, 2017. június 4.) magyar színész, operetténekes.

## Életpályája
1960-ban diplomázott a Liszt Ferenc Zeneművészeti Főiskolán. 1960–1961 között a Szigligeti Színházban indult pályája. 1961–1963 között a debreceni Csokonai Színház foglalkoztatta. 1963–1968 között a Csiky Gergely Színházhoz szerződött. 1968–1971 között a Miskolci Nemzeti Színház színművésze volt. 1973-tól ismét a Csiky Gergely Színház tagja volt. 1971-től vendégművészként külföldön is fellépett. (Ciprus; Törökország; Ausztria; Belgium). Zeneszerzéssel, szövegírással is foglalkozott. Iskolákban zenetörténeti ismeretterjesztő előadásokat tartott.

## Színházi szerepeiből
- Johann Strauss: A cigánybáró... Barinkay Sándor
- William Shakespeare: Szentivánéji álom... Orrondi
- Mihail Afanaszjevics Bulgakov: A Mester és Margarita... Szemplejanov
- Witold Gombrowicz: Yvonne, burgundi hercegnő... főbíró
- Ödön von Horváth: Mesél a bécsi erdő... Frank, péksegéd
- Kálmán Imre: Csárdáskirálynő... Edvin; Kerekes Ferkó
- Kálmán Imre: Cirkuszhercegnő... Mister X.
- Jacobi Viktor: Sybill... Petrov
- Lehár Ferenc: A mosoly országa... Szu Csong
- Lehár Ferenc: Luxemburg grófja... René
- Lehár Ferenc: A víg özvegy... Danilo
- Ábrahám Pál: 3:1 a szerelem javára... Bob, Gingi vőlegénye
- Szirmai Albert – Bakonyi Károly – Gábor Andor: Mágnás Miska... Baracs István mérnök

## Filmes és televíziós szerepei
- Yvonne, burgundi hercegnő (1990)